# 阿格湖
40°0′0″N 47°40′1″E / 40.00000°N 47.66694°E
阿格湖，是阿塞拜疆的鹹水湖，位於該國東南部庫拉-阿拉斯低地，由阿格賈貝迪區和伊米什利區負責管轄，面積56.2平方公里，平均水深0.8米，最大水深2.5米。